# Episodi di Angeli volanti
La prima stagione della serie televisiva statunitense Angeli volanti, composta da 19 episodi, è stata trasmessa per la prima volta negli Stati Uniti a partire dal 28 agosto 1978.
In Italia è andata in onda per la prima volta sulle reti locali negli anni '80.
| nº | Titolo originale                         | Titolo italiano                             | Prima TV USA      | Prima TV Italia |
| -- | ---------------------------------------- | ------------------------------------------- | ----------------- | --------------- |
| –  | Flying High                              |                                             | 28 agosto 1978    |                 |
| 1  | Fear of Cheesecake                       |                                             | 29 settembre 1978 |                 |
| 2  | The Great Escape                         | La grande fuga                              | 6 ottobre 1978    |                 |
| 3  | South by Southwest                       |                                             | 13 ottobre 1978   |                 |
| 4  | It Was Just One of Those Days            |                                             | 20 ottobre 1978   |                 |
| 5  | In the Still of the Night                | Il silenzio della notte                     | 27 ottobre 1978   |                 |
| 6  | The Vanishing Point                      |                                             | 3 novembre 1978   |                 |
| 7  | The Marcy Connection                     | La coincidenza di Marcy                     | 10 novembre 1978  |                 |
| 8  | Fun Flight                               | Un volo divertente                          | 17 novembre 1978  |                 |
| 9  | High Rollers                             |                                             | 24 novembre 1978  |                 |
| 10 | Palm Springs Weekend                     |                                             | 1 dicembre 1978   |                 |
| 11 | Beautiful People                         |                                             | 8 dicembre 1978   |                 |
| 12 | Brides and Grooms                        |                                             | 15 dicembre 1978  |                 |
| 13 | Swan Song for an Ugly Duckling           | Canto di un cigno per un brutto anatroccolo | 22 dicembre 1978  |                 |
| 14 | Great Expectations                       | Grandi attese                               | 29 dicembre 1978  |                 |
| 15 | Ladies of the Night                      | La signora della notte                      | 23 gennaio 1979   |                 |
| 16 | Eye Opener                               | Apri gli occhi                              |                   |                 |
| 17 | The Challenges                           |                                             |                   |                 |
| 18 | A Hairy Yak Plays Musical Chairs Eagerly | Lieto evento ad alta quota                  |                   |                 |